# Lars Stindl
Lars Stindl (Spira, 26 agosto 1988) è un ex calciatore tedesco, di ruolo attaccante, assistente allenatore della nazionale maschile under 20 tedesca.

## Carriera

### Club
Cresce nelle giovanili del TSV Wiesental. Nell'estate del 2000, a 12 anni, entra nel settore giovanile del Karlsruhe. Nel 2007 è aggregato alla prima squadra, iniziando nel ruolo di centrocampista. Il 15 marzo 2008 esordisce in Bundesliga, entrando in campo all'81º minuto della partita persa per 1-0 in casa dell'Eintracht Francoforte.
Realizza il primo gol in Bundesliga il 29 novembre 2008 contro l'Hannover 96, sua futura squadra. Con la compagine di Karlsruhe disputa tre stagioni, facendo registrare una crescita notevole. Le sue doti non passano inosservate e il 16 marzo 2010 l'Hannover 96 decide di prelevarlo per circa 1,8 milioni di €; il trasferimento diviene effettivo nell'estate del 2010.
Stindl rimane per 5 anni ad Hannover, diventando anche capitano della squadra. Nella stagione 2014-2015 realizzò la bellezza di 10 reti in campionato, mantenendo una media di quasi un gol ogni 2 partite. Il 25 marzo 2015 passa al Borussia Mönchengladbach che lo acquista per circa 8,5 milioni di €; il trasferimento diviene effettivo nell'estate del 2015.
L'8 agosto 2015 realizza una doppietta nel 4-1 contro il St. Pauli nel primo turno della Coppa di Germania. Il 1º agosto 2016 diventa il capitano del Borussia Mönchengladbach. Il 23 febbraio 2017 realizza la sua prima tripletta in carriera nel match di ritorno dei sedicesimi di finale di Europa League, vinto per 2-4 al Franchi di Firenze contro la Fiorentina.
Il 12 aprile 2023, il Borussia annuncia ufficialmente lo svincolo dell'attaccante al termine della stagione: Stindl lascia così il club dopo otto anni. Pochi giorni dopo viene comunicato che, una volta svincolatosi, il giocatore tornerà nel club con cui ha esordito tra i professionisti, il Karlsruhe, militante in 2. Bundesliga.
Il 28 marzo 2024 Stindl annuncia il suo ritiro dal calcio giocato alla fine della stagione.

### Nazionale
Milita dapprima nella nazionale under-20 tedesca e nella nazionale under-21 tedesca.
Esordisce in nazionale maggiore il 6 giugno 2017 a Copenaghen in amichevole contro la Danimarca (1-1). Disputa anche il successivo match di qualificazione a Russia 2018 del 10 giugno contro San Marino (7-0) a Norimberga.
Convocato per la Confederations Cup 2017, segna il primo gol della Germania nel match d'esordio contro l'Australia, battuta per 3-2 allo Stadio Olimpico Fišt di Soči. Si ripete anche nella seconda partita, segnando il definitivo 1-1 contro il Cile, e nella finale, ancora contro i cileni, realizzando il gol dell'1-0 che permette ai tedeschi di vincere la coppa. A seguito dell'abolizione del torneo a partire dal 2019 Stindl risulta quindi l'autore dell'ultima rete realizzata nella competizione.

### Dopo il ritiro
L'8 agosto 2024 Stindl diventa assistente di Hannes Wolf, alla guida della nazionale maschile under-20 tedesca.

## Statistiche

### Presenze e reti nei club
Statistiche aggiornate al 23 maggio 2024.
| Stagione                   | Squadra                    | Campionato                 | Campionato | Campionato | Coppe nazionali | Coppe nazionali | Coppe nazionali | Coppe continentali | Coppe continentali | Coppe continentali | Altre coppe | Altre coppe | Altre coppe | Totale | Totale |
| Stagione                   | Squadra                    | Comp                       | Pres       | Reti       | Comp            | Pres            | Reti            | Comp               | Pres               | Reti               | Comp        | Pres        | Reti        | Pres   | Reti   |
| -------------------------- | -------------------------- | -------------------------- | ---------- | ---------- | --------------- | --------------- | --------------- | ------------------ | ------------------ | ------------------ | ----------- | ----------- | ----------- | ------ | ------ |
| 2006-2007                  | Karlsruhe II               | RL                         | 12         | 2          | -               | -               | -               | -                  | -                  | -                  | -           | -           | -           | 12     | 2      |
| 2007-2008                  | Karlsruhe II               | RL                         | 26         | 4          | -               | -               | -               | -                  | -                  | -                  | -           | -           | -           | 26     | 4      |
| 2008-2009                  | Karlsruhe II               | RL                         | 10         | 5          | -               | -               | -               | -                  | -                  | -                  | -           | -           | -           | 10     | 5      |
| 2009-2010                  | Karlsruhe II               | RL                         | 1          | 0          | -               | -               | -               | -                  | -                  | -                  | -           | -           | -           | 1      | 0      |
| Totale Karlsruhe II        | Totale Karlsruhe II        | Totale Karlsruhe II        | 49         | 11         |                 | -               | -               |                    | -                  | -                  |             | -           | -           | 49     | 11     |
| 2007-2008                  | Karlsruhe                  | BL                         | 2          | 0          | CG              | -               | -               | -                  | -                  | -                  | -           | -           | -           | 2      | 0      |
| 2008-2009                  | Karlsruhe                  | BL                         | 21         | 4          | CG              | 1               | 0               | -                  | -                  | -                  | -           | -           | -           | 22     | 4      |
| 2009-2010                  | Karlsruhe                  | 2L                         | 33         | 9          | CG              | 2               | 0               | -                  | -                  | -                  | -           | -           | -           | 35     | 9      |
| 2010-2011                  | Hannover                   | BL                         | 33         | 2          | CG              | 1               | 0               | -                  | -                  | -                  | -           | -           | -           | 34     | 2      |
| 2011-2012                  | Hannover                   | BL                         | 28         | 2          | CG              | 2               | 2               | UEL                | 13                 | 2                  | -           | -           | -           | 43     | 6      |
| 2012-2013                  | Hannover                   | BL                         | 18         | 2          | CG              | 2               | 0               | UEL                | 9                  | 2                  | -           | -           | -           | 29     | 4      |
| 2013-2014                  | Hannover                   | BL                         | 31         | 3          | CG              | 2               | 0               | -                  | -                  | -                  | -           | -           | -           | 33     | 3      |
| 2014-2015                  | Hannover                   | BL                         | 21         | 10         | CG              | 1               | 1               | -                  | -                  | -                  | -           | -           | -           | 22     | 11     |
| Totale Hannover            | Totale Hannover            | Totale Hannover            | 131        | 19         |                 | 8               | 3               |                    | 22                 | 4                  |             | -           | -           | 161    | 26     |
| 2015-2016                  | Borussia M'Gladbach        | BL                         | 30         | 7          | CG              | 3               | 4               | UCL                | 6                  | 3                  | -           | -           | -           | 39     | 14     |
| 2016-2017                  | Borussia M'Gladbach        | BL                         | 30         | 11         | CG              | 4               | 2               | UCL+UEL            | 7+3                | 2+3                | -           | -           | -           | 44     | 18     |
| 2017-2018                  | Borussia M'Gladbach        | BL                         | 31         | 6          | CG              | 3               | 0               | -                  | -                  | -                  | -           | -           | -           | 34     | 5      |
| 2018-2019                  | Borussia M'Gladbach        | BL                         | 21         | 3          | CG              | 1               | 0               | -                  | -                  | -                  | -           | -           | -           | 22     | 3      |
| 2019-2020                  | Borussia M'Gladbach        | BL                         | 25         | 9          | CG              | 1               | 0               | UEL                | 4                  | 2                  | -           | -           | -           | 30     | 11     |
| 2020-2021                  | Borussia M'Gladbach        | BL                         | 30         | 14         | CG              | 4               | 1               | UCL                | 8                  | 2                  | -           | -           | -           | 42     | 17     |
| 2021-2022                  | Borussia M'Gladbach        | BL                         | 26         | 4          | CG              | 3               | 1               | -                  | -                  | -                  | -           | -           | -           | 29     | 5      |
| 2022-2023                  | Borussia M'Gladbach        | BL                         | 29         | 8          | CG              | 2               | 1               | -                  | -                  | -                  | -           | -           | -           | 31     | 9      |
| Totale Borussia M'Gladbach | Totale Borussia M'Gladbach | Totale Borussia M'Gladbach | 222        | 62         |                 | 21              | 9               |                    | 28                 | 12                 |             | -           | -           | 271    | 83     |
| 2023-2024                  | Karlsruhe                  | 2L                         | 24         | 4          | CG              | 1               | 1               | -                  | -                  | -                  | -           | -           | -           | 25     | 5      |
| Totale Karlsruhe           | Totale Karlsruhe           | Totale Karlsruhe           | 80         | 17         |                 | 4               | 1               |                    | -                  | -                  |             | -           | -           | 84     | 18     |
| Totale carriera            | Totale carriera            | Totale carriera            | 482        | 109        |                 | 33              | 13              |                    | 50                 | 16                 |             | -           | -           | 565    | 138    |

### Cronologia presenze e reti in nazionale
| Cronologia completa delle presenze e delle reti in nazionale ― Germania | Cronologia completa delle presenze e delle reti in nazionale ― Germania | Cronologia completa delle presenze e delle reti in nazionale ― Germania | Cronologia completa delle presenze e delle reti in nazionale ― Germania | Cronologia completa delle presenze e delle reti in nazionale ― Germania | Cronologia completa delle presenze e delle reti in nazionale ― Germania | Cronologia completa delle presenze e delle reti in nazionale ― Germania | Cronologia completa delle presenze e delle reti in nazionale ― Germania |
| Data                                                                    | Città                                                                   | In casa                                                                 | Risultato                                                               | Ospiti                                                                  | Competizione                                                            | Reti                                                                    | Note                                                                    |
| ----------------------------------------------------------------------- | ----------------------------------------------------------------------- | ----------------------------------------------------------------------- | ----------------------------------------------------------------------- | ----------------------------------------------------------------------- | ----------------------------------------------------------------------- | ----------------------------------------------------------------------- | ----------------------------------------------------------------------- |
| 6-6-2017                                                                | Brøndby                                                                 | Danimarca                                                               | 1 – 1                                                                   | Germania                                                                | Amichevole                                                              | -                                                                       |                                                                         |
| 10-6-2017                                                               | Norimberga                                                              | Germania                                                                | 7 – 0                                                                   | San Marino                                                              | Qual. Mondiali 2018                                                     | -                                                                       | 56’                                                                     |
| 19-6-2017                                                               | Soči                                                                    | Australia                                                               | 2 – 3                                                                   | Germania                                                                | Conf. Cup 2017 - 1º turno                                               | 1                                                                       | 78’                                                                     |
| 22-6-2017                                                               | Kazan'                                                                  | Germania                                                                | 1 – 1                                                                   | Cile                                                                    | Conf. Cup 2017 - 1º turno                                               | 1                                                                       | 20’                                                                     |
| 29-6-2017                                                               | Soči                                                                    | Germania                                                                | 4 – 1                                                                   | Messico                                                                 | Conf. Cup 2017 - Semifinale                                             | -                                                                       | 78’                                                                     |
| 2-7-2017                                                                | San Pietroburgo                                                         | Cile                                                                    | 0 – 1                                                                   | Germania                                                                | Conf. Cup 2017 - Finale                                                 | 1                                                                       |                                                                         |
| 1-9-2017                                                                | Praga                                                                   | Rep. Ceca                                                               | 1 – 2                                                                   | Germania                                                                | Qual. Mondiali 2018                                                     | -                                                                       | 67’                                                                     |
| 5-10-2017                                                               | Belfast                                                                 | Irlanda del Nord                                                        | 1 – 3                                                                   | Germania                                                                | Qual. Mondiali 2018                                                     | -                                                                       | 83’                                                                     |
| 8-10-2017                                                               | Kaiserslautern                                                          | Germania                                                                | 5 – 1                                                                   | Azerbaigian                                                             | Qual. Mondiali 2018                                                     | -                                                                       |                                                                         |
| 14-11-2017                                                              | Colonia                                                                 | Germania                                                                | 2 – 2                                                                   | Francia                                                                 | Amichevole                                                              | 1                                                                       | 83’                                                                     |
| 27-3-2018                                                               | Berlino                                                                 | Germania                                                                | 0 – 1                                                                   | Brasile                                                                 | Amichevole                                                              | -                                                                       | 61’                                                                     |
| Totale                                                                  |                                                                         | Presenze                                                                | 11                                                                      |                                                                         | Reti                                                                    | 4                                                                       |                                                                         |

## Palmarès

### Nazionale
- Confederations Cup: 1

Russia 2017

### Individuale
- Capocannoniere della Confederations Cup: 1

2017 (3 gol, a pari merito con Leon Goretzka e Timo Werner)